# Belém de Maria
Belém de Maria é um município brasileiro do estado de Pernambuco. Possui dois distritos: Belém de Maria (sede) e Batateira.

## História
O território de Belém de Maria pertencia inicialmente ao município de Bonito. Um aglomerado de habitações foi surgindo às margens do Rio Panelas, conhecido como Capoeira. Este aglomerado foi alvo de uma missão religiosa de frades capuchinhos, entre eles o padre Ibiapina. Os frades estimularam a construção de uma capela dedicada a Nossa Senhora das Dores e sugeriram a troca do nome do lugar para Belém de Maria. Acredita-se que esta capela seja a atual Igreja Matriz, cuja fachada estabelece o ano da conclusão em 1873.
A povoação foi elevada à categoria de vila em torno de 1910, sendo distrito de Bonito. Posteriormente, o distrito foi incorporado ao município de Lagoa dos Gatos. Em 1930, tornou-se distrito de Catende. A autonomia do município viria em 31 de dezembro de 1958. Outro fato  importante foi a fundação do Educandário Nordestino Adventista, ENA, no ano de 1943. Esse foi uma das primeiras instituições de ensino pertencentes a Igreja Adventista do Sétimo Dia, fundada no nordeste do Brasil.

## Política
A Operação Pulverização foi deflagrada no dia 19 de novembro de 2015, onde o Ministério Público de Pernambuco (MPPE) junto com o Grupo de Atuação Especial de Repressão ao Crime Organizado (GAECO) realizaram prisões nas cidades de Belém de Maria, Batateira, Água Preta, Palmares, Catende, Chã Grande e Caruaru. Ao todo, são 33 pessoas, entre elas presos e investigados. A Operação Pulverização já está na sua 3ª fase, segundo a justiça, o prejuízo  aos cofres públicos da Prefeitura de Belém de Maria, pode chegar aos R$ 100 milhões de reais.

## Enchente de 2017
Belém de Maria, 27 de maio de 2017 data que ficará gravada para sempre na memória dos Belenenses e Batateirenses como "o maior desastre natural" (enchente) já registrada até o momento. Por volta das "3h30" da madrugada de sábado, os moradores de Belém de Maria se depararam com uma situação desesperadora e lamentável.
As chuvas que atingiram a Zona da Mata Sul de Pernambuco sábado (27) deixou a cidade de Belém de Maria debaixo d'água. No município, um verdadeiro rio se formou no Centro e em toda área baixa.
As águas do Rio Panelas chegaram à Igreja da Matriz, a Unidade Mista Nossa Senhora de Lurdes (Maternidade), único centro hospitalar que realiza procedimentos de baixa e média complexidade, ficou inutilizada após o temporal. As águas atingiram um metro e meio dentro da maternidade, destruindo equipamentos, medicamentos, leitos e prontuários. Também foram atingidas as escolas Adauto Caricio, e a escola Presidente Tancredo Neves deixando centenas de alunos sem aula. 
Segundo a Codecipe (Coordenadoria de Defesa Civil de Pernambuco), 881 residências foram vistoriadas, dessas, 618 foram atingidas, 27 casas ficaram destruídas e 236 danificadas. Prédios públicos também sofreram danos graves. entre eles o Fórum Guilhermino de Souza Melo.

## Enchentes de 2000 e 2010
Essa não foi a primeira vez que Belém de Maria sofre com o transbordamento do Rio Panelas, sendo que a 1ª enchente ocorreu no dia 1 de Agosto do ano 2000, e a 2ª em 18 de junho 2010, na qual ocorreu um fenômeno meteorológico conhecido como Onda de leste que provocou uma chuva intensa de 180 mm em apenas 24h. (Aproximadamente 70% do esperado para os 30 dias do mês de junho) provocando uma elevação muito rápida dos níveis dos rios. Trinta municípios foram afetados entre eles a Cidade de Belém de Maria que fica as margens do Rio Panelas, e Batateira (distrito) as margens do Rio Una.
Quadro demostrativo do MDS para o Município de Belém de Maria em situação de emergência e estado de calamidade pública.

### Quadro de desabrigados e desalojados em 2010
| UF | Municípios     | População | Qtd_de desabrigados e desalojados | Percentual população desabrigada e desalojada |
| -- | -------------- | --------- | --------------------------------- | --------------------------------------------- |
| PE | Belém de Maria | 9.703     | 2.500                             | 25,8                                          |

## Geografia
Localiza-se a uma latitude 08º37'32" sul e a uma longitude 35º49'48" oeste, estando a uma altitude de 227 metros. Sua população estimada em 2010 era de 11.353 habitantes.
Possui uma área de 69 km².

### Vegetação
A vegetação nativa predominante é a floresta subperenifólia que compõe a chamada Mata Atlântica, que j á se encontra algo desfigurada pelas ações antrópicas. A Monocultura da cana-deaçucar,predominante na região, gerou um amplo e desordenado desmatamento, com grandes prejuízos ambientais (ZANE - Zoneamento Agroecológico do Nordeste - EMBRAPA/2000).

## Clima
Segundo dados do Lamepe, O clima em Belém de Maria é tropical. No inverno existe muito menos pluviosidade que no verão. Segundo a Köppen e Geiger o clima é classificado como Aw. 23.4 °C é a temperatura média. Tem uma pluviosidade média anual de 1185 mm.
31 mm refere-se à precipitação do mês de Novembro, que é o mês mais seco. Apresentando uma média de 254 mm, o mês de Julho é o mês de maior precipitação.
24.8 °C é a temperatura média do mês de Janeiro, o mês mais quente do ano. A temperatura média em Julho, é de 21.2 °C. Durante o ano é a temperatura média mais baixa.
Quando comparados o mês mais seco tem uma diferença de precipitação de 175 mm em relação ao mês mais chuvoso. Ao longo do ano as temperaturas médias variam 3.6 °C.
| Dados climatológicos para Belém de Maria | Dados climatológicos para Belém de Maria | Dados climatológicos para Belém de Maria | Dados climatológicos para Belém de Maria | Dados climatológicos para Belém de Maria | Dados climatológicos para Belém de Maria | Dados climatológicos para Belém de Maria | Dados climatológicos para Belém de Maria | Dados climatológicos para Belém de Maria | Dados climatológicos para Belém de Maria | Dados climatológicos para Belém de Maria | Dados climatológicos para Belém de Maria | Dados climatológicos para Belém de Maria | Dados climatológicos para Belém de Maria |
| Mês                                      | Jan                                      | Fev                                      | Mar                                      | Abr                                      | Mai                                      | Jun                                      | Jul                                      | Ago                                      | Set                                      | Out                                      | Nov                                      | Dez                                      | Ano                                      |
| ---------------------------------------- | ---------------------------------------- | ---------------------------------------- | ---------------------------------------- | ---------------------------------------- | ---------------------------------------- | ---------------------------------------- | ---------------------------------------- | ---------------------------------------- | ---------------------------------------- | ---------------------------------------- | ---------------------------------------- | ---------------------------------------- | ---------------------------------------- |
| Temperatura máxima média (°C)            | 29,7                                     | 29,4                                     | 29,2                                     | 29,4                                     | 28,2                                     | 26,6                                     | 25,3                                     | 24,6                                     | 25,0                                     | 26,4                                     | 27,9                                     | 29,1                                     | 29,4                                     |
| Temperatura média (°C)                   | 24,8                                     | 24,6                                     | 24,8                                     | 24,1                                     | 23,0                                     | 21,9                                     | 21,2                                     | 21,4                                     | 22,4                                     | 23,4                                     | 24,2                                     | 24,6                                     | 23,4                                     |
| Temperatura mínima média (°C)            | 20,0                                     | 19,9                                     | 20,2                                     | 20,0                                     | 19,5                                     | 18,6                                     | 17,9                                     | 17,8                                     | 18,5                                     | 19,0                                     | 19,3                                     | 19,8                                     | 21,2                                     |
| Precipitação (mm)                        | 60                                       | 78                                       | 154                                      | 193                                      | 226                                      | 241                                      | 254                                      | 134                                      | 86                                       | 39                                       | 31                                       | 54                                       | 1 550                                    |
| Fonte: Climate Data.                     |                                          |                                          |                                          |                                          |                                          |                                          |                                          |                                          |                                          |                                          |                                          |                                          |                                          |

## Economia

### Produto Interno Bruto (valor adicionado)
| Variável     | Belém de Maria | Pernambuco | Brasil        |
| ------------ | -------------- | ---------- | ------------- |
| Agropecuária | 2.540          | 2.201.204  | 105.163.000   |
| Indústria    | 6.809          | 9.489.597  | 539.315.998   |
| Serviços     | 43.335         | 31.227.506 | 1.197.774.001 |

Fonte: IBGE

## Educação

### Docentes por nível[41]
| Variável    | Belém de Maria | Pernambuco | Brasil    |
| ----------- | -------------- | ---------- | --------- |
| Pré-escolar | 24             | 126,05     | 2.812,32  |
| Fundamental | 95             | 696,62     | 15.412,47 |
| Médio       | 13             | 224,00     | 5.388,60  |

### Números de escolas por nível
| Variável    | Belém de Maria | Pernambuco | Brasil   |
| ----------- | -------------- | ---------- | -------- |
| Pré-escolar | 10             | 72,71      | 1.077,91 |
| Fundamental | 12             | 88,43      | 1.447,05 |
| Médio       | 1              | 11,96      | 271,64   |

### Matrículas por nível
| Variável    | Belém de Maria | Pernambuco | Brasil   |
| ----------- | -------------- | ---------- | -------- |
| Pré-escolar | 10             | 72,71      | 1.077,91 |
| Fundamental | 12             | 88,43      | 1.447,05 |
| Médio       | 1              | 11,96      | 271,64   |

## Saúde

### Estabelecimentos de saúde[42]
| Variável   | Belém de Maria | Pernambuco | Brasil |
| ---------- | -------------- | ---------- | ------ |
| Federais   | 0              | 29         | 950    |
| Estaduais  | 0              | 52         | 1.318  |
| Municipais | 8              | 2.683      | 49.753 |
| Privados   | 0              | 1.385      | 42.049 |

### Evolução populacional
Fonte: IBGE: Censo Demográfico 1991, Contagem Populacional 1996, Censo Demográfico 2000, Contagem Populacional 2007 e Censo Demográfico 2010;
| Ano  | Belém de Maria | Pernambuco | Brasil      |
| ---- | -------------- | ---------- | ----------- |
| 1991 | 12.204         | 7.127.855  | 146.825.475 |
| 1996 | 13.826         | 7.361.368  | 156.032.944 |
| 2000 | 10.626         | 7.918.344  | 169.799.170 |
| 2007 | 9.649          | 8.485.386  | 183.987.291 |
| 2010 | 11.353         | 8.796.448  | 190.755.799 |

| Idade            | Belém de Maria | Belém de Maria | Pernambuco | Pernambuco | Brasil    | Brasil    |
| Idade            | Homens         | Mulheres       | Homens     | Mulheres   | Homens    | Mulheres  |
| ---------------- | -------------- | -------------- | ---------- | ---------- | --------- | --------- |
| 0 a 4 anos       | 377            | 370            | 277.508    | 268.115    | 5.638.154 | 5.444.151 |
| 5 a 9 anos       | 590            | 592            | 378.324    | 366.005    | 7.623.749 | 7.344.867 |
| 10 a 14 anos     | 739            | 649            | 423.568    | 411.963    | 8.724.960 | 8.440.940 |
| 15 a 19 anos     | 594            | 591            | 407.498    | 406.100    | 8.558.497 | 8.431.641 |
| 20 a 24 anos     | 479            | 500            | 402.836    | 414.746    | 8.629.807 | 8.614.581 |
| 25 a 29 anos     | 393            | 425            | 379.000    | 400.641    | 8.460.631 | 8.643.096 |
| 30 a 34 anos     | 359            | 411            | 344.709    | 372.344    | 7.717.365 | 8.026.554 |
| 35 a 39 anos     | 386            | 395            | 301.541    | 333.661    | 6.766.450 | 7.121.722 |
| 40 a 44 anos     | 350            | 325            | 271.173    | 305.896    | 6.320.374 | 6.688.585 |
| 45 a 49 anos     | 245            | 269            | 233.862    | 268.313    | 5.691.791 | 6.141.128 |
| 50 a 54 anos     | 222            | 238            | 191.000    | 225.663    | 4.834.828 | 5.305.231 |
| 55 a 59 anos     | 171            | 205            | 152.743    | 190.010    | 3.902.183 | 4.373.673 |
| 60 a 64 anos     | 173            | 183            | 128.560    | 160.049    | 3.040.897 | 3.467.956 |
| 65 a 69 anos     | 150            | 163            | 95.597     | 124.093    | 2.223.953 | 2.616.639 |
| 70 a 74 anos     | 132            | 131            | 73.653     | 100.594    | 1.667.289 | 2.074.165 |
| 75 a 79 anos     | 72             | 85             | 46.054     | 66.426     | 1.090.455 | 1.472.860 |
| 80 a 84 anos     | 57             | 61             | 31.232     | 46.240     | 668.589   | 998.311   |
| 85 a 89 anos     | 20             | 16             | 16.348     | 24.574     | 310.739   | 508.702   |
| 90 a 94 anos     | 16             | 26             | 6.460      | 11.060     | 114.961   | 211.589   |
| 95 a 99 anos     | 4              | 3              | 1.870      | 3.534      | 31.528    | 66.804    |
| Mais de 100 anos | 0              | 2              | 387        | 1.212      | 7.245     | 16.987    |